# توب غير (موسم 20)
توب غير 20 (بالإنجليزية: Top Gear)‏ هو السلسلة العشرون للبرنامج التلفزيوني البريطاني الذي يهتم بالمركبات، توب جير، تم إنتاجه في المملكة المتحدة. بدأ عرضه في سنة 2013. عرض على بي بي سي تو. بلغ عدد حلقاته 6 حلقات، تم بث البرنامج لأول مرة بتاريخ 30 يونيو 2013 بينما تم بث آخر حلقة منه بتاريخ 4 أغسطس 2013. مقدمو البرنامج جيرمي كلاركسون، ريتشارد هاموند وجيمس ماي.